# Rasa Polikevičiūtėová
Rasa Polikevičiūtė (* 25. září 1970 Panevėžys) je bývalá litevská silniční cyklistka. Má čtyři medaile z mistrovství světa, vyhrála silniční závod v roce 2001, v roce 1996 v něm obsadila druhé místo. Stříbro má z časovky na šampionátu v roce 1994 a z časovky roku 2000 brala bronz. V letech 1994 a 1996 byla druhá na Tour de France (Grande Boucle). V roce 1998 byla zvolena litevským sportovcem roku.
Její jednovaječné dvojče, Jolanta Polikevičiuteová, byla rovněž profesionální cyklistkou. V roce 1991 absolvovala Litevský institut tělesné výchovy.